# Paleohattèrids
Els paleohattèrids (Palaeohatteriidae) són una família extinta de sinàpsids que visqueren durant el Permià inferior en allò que avui en dia és Europa. Se n'han trobat restes fòssils a Alemanya. Es consideren esfenacodonts intermedis entre els «haptodontins», més basals, i els esfenacodòntids, més derivats. Algunes fonts sinonimitzen els paleohattèrids amb aquests últims.